# Slag om Fort Pulaski
De Slag om Fort Pulaski vond plaats op 10 april en 11 april 1862 tijdens de Amerikaanse Burgeroorlog. Na een belegering en een 30 uur durend bombardement werd het fort door Noordelijke troepen ingenomen.
Op 19 februari 1862 gaf brigadegeneraal Thomas W. Sherman de opdracht aan kapitein Quincy A. Gillmore om een eenheid samen te stellen om het fort te overwinnen. Gillmore stelde de artillerie op aan de zuidoostelijke kant van het fort. Het bombardement begon op 10 april 1862, nadat kolonel Charles H. Olmstead zich niet wilde overgeven. Na enkele uren werd er een gat geslagen in de zuidoostelijke muur van het fort. Dit snelle resultaat was het gevolg van het gebruik van een nieuw type kanon, de Parrott Rifle. Dit kanon was in staat om gemetselde forten tot puin te schieten. Het garnizoen gaf zich gewonnen nadat een granaat een buskruitmagazijn geraakt had in de zuidoostelijke hoek van het fort. Olmstead gaf zich over om 14.00 uur op 11 april 1862 na zware verliezen.
De Noordelijken waren erin geslaagd om het fort in te nemen. De haven van Savannah werd hierdoor geblokkeerd. De stad zelf zou nog standhouden tot in december 1864.